# Рядское сельское поселение
Ря́дское се́льское поселе́ние — упразднённое муниципальное образование в составе Удомельского района Тверской области России.
В состав поселения входило 12 населённых пунктов. Административный центр — деревня Ряд.
Образовано в 2005 году, включило в себя территорию Рядского сельского округа.
Законом Тверской области от 7 декабря 2015 года № 117-ЗО, 18 декабря 2015 года все муниципальные образования Удомельского района — городское поселение — город Удомля, Брусовское, Еремковское, Зареченское, Копачёвское, Котлованское, Куровское, Молдинское, Мстинское, Порожкинское, Рядское и Удомельское сельские поселения — были преобразованы в Удомельский городской округ.

## География
- Общая площадь: 150,5 км²
- Нахождение: центральная часть Удомельского района.
  - Граничит:
    - на северо-западе — с Порожкинским СП,
    - на северо-востоке — с Зареченским СП,
    - на юго-востоке — с Еремковским СП,
    - на юго-западе — с Удомельским СП и городом Удомля.

К территории поселения относятся озёра Удомля и Песьво.

На юге поселение пересекает железнодорожная линия Бологое — Сонково — Рыбинск.

## Экономика
На территории поселения расположена Калининская АЭС и планируется строительство Тверской АЭС.

## Население
По переписи 2002 года — 679 человек, на 01.01.2008 — 782 человека.

## Населенные пункты
В состав поселения входили следующие населённые пункты:
| №  | Тип нп | Название   | Население (2008 год) |
| -- | ------ | ---------- | -------------------- |
| 1  | дер.   | Ряд        | 562                  |
| 2  | дер.   | Анкудиниха | 5                    |
| 3  | дер.   | Анютино    | 2                    |
| 4  | дер.   | Волчихово  | 11                   |
| 5  | дер.   | Зарьково   | 50                   |
| 6  | дер.   | Карманово  | 3                    |
| 7  | дер.   | Лубенькино | 0                    |
| 8  | дер.   | Мишутино   | 0                    |
| 9  | дер.   | Мушино     | 107                  |
| 10 | дер.   | Саминец    | 39                   |
| 11 | дер.   | Трестино   | 3                    |
| 12 | дер.   | Троица     | 0                    |

### Бывшие населённые пункты
При строительстве Калининской АЭС ликвидированы (переселены) деревни Вакарино, Сухарево, Сатина Горка, Слободка, Дюкино и Глиновка (Глиноватица).

Ранее исчезли деревни Баскалино, Лохново, Ново-Чернушка, Селезниха и другие.

## История
В XIX — начале XX века деревни поселения относились к Удомельско-Рядской волости Вышневолоцкого уезда.